# Heinrich Reffle von Richtenberg

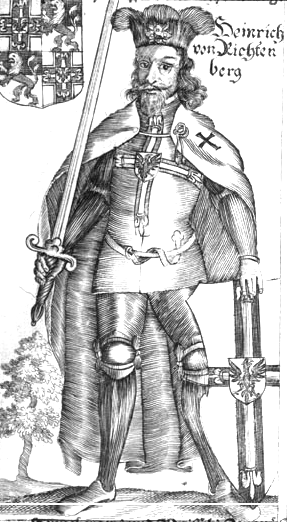
Heinrich Reffle von Richtenberg

Hochmeisterwappen des Heinrich Reffle von Richtenberg

Heinrich Reffle von Richtenberg (* um 1415 in Schwaben; † 1477 in Königsberg) war der 33. Hochmeister des Deutschen Ordens von 1470 bis 1477.

## Leben
Heinrich stammt aus dem schwäbischen Adelsgeschlecht derer von Richtenberg aus dem westlichen Neckarraum.
Zunächst war er der Kompan der Hochmeister Konrad und Ludwig von Erlichshausen sowie während des Dreizehnjährigen Kriegs Verwalter des Fischmeisteramts in Putzig. In den Jahren 1460 bis 1470 war er Großgebietiger in verschiedenen Positionen.
Nachdem der Deutschen Orden im Dreizehnjährigen Krieg geschlagen wurde, war er gezwungen Westpreußen an Polen abzutreten und im Zweiten Frieden von Thorn 1466 dem König von Polen die Treue zu schwören. Der Vorgänger von Heinrich, Heinrich Reuß von Plauen, hatte dies hinausgezögert, um nicht dem polnischen König huldigen zu müssen. Nachdem er es schließlich tat, starb er 1470 auf der Heimreise.
Am 29. Oktober 1470 wurde Heinrich Reffles zum Hochmeister gewählt. Er leitete sofort strenge Sparmaßnahmen zur Konsolidierung der Ordensfinanzen ein. Seit Mai 1470 kam es zu schweren Auseinandersetzungen mit dem neuen Bischof von Samland, Dietrich von Cuba, um den von selbigem initiierten Ablasshandel. Der Streit eskalierte 1474, als der Hochmeister von einer Verschwörung des Bischofs zu seinem Sturz erfuhr und ihn daraufhin inhaftieren ließ. Als der Bischof in der Haft unter ungeklärten Umständen starb, führte dies zu einem schweren Konflikt mit der Kurie in Rom.
Eine andere Auseinandersetzung während der Amtszeit von Heinrich war der Preußische Pfaffenkrieg, ein Streit zwischen dem Bischof von Ermland, der den Anspruch auf den Titel eines Fürstbischofs – verliehen von Karl IV. ein Jahrhundert zuvor – erhob, gegen den polnischen König Kasimir IV. Jagiełło. Der Orden unterstützte hierbei erfolgreich den Bischof Nikolaus von Tüngen.
Er starb am 20. April 1477 und wurde im Königsberger Dom beigesetzt.